# Hyllus interrogationis
Hyllus interrogationis là một loài nhện trong họ Salticidae.
Loài này thuộc chi Hyllus. Hyllus interrogationis được Embrik Strand miêu tả năm 1907.